# Tortella fleischeri
Tortella fleischeri là một loài Rêu trong họ Pottiaceae. Loài này được (E. Bauer) J.J. Amann miêu tả khoa học đầu tiên năm 1933.